# Le Fantôme de Canterville (téléfilm, 1974)
Pour les articles homonymes, voir Le Fantôme de Canterville.
Pour plus de détails, voir Fiche technique et Distribution.
Le Fantôme de Canterville (The Canterville Ghost) est un téléfilm britannique réalisé par Robin Miller en 1974.

## Synopsis
Hiram B. Otis, un ministre américain, voyage en Angleterre avec sa famille et s'installe dans un château hanté sur le domaine de Canterville. À leur arrivée, Lord Canterville, l'ancien propriétaire des lieux, prévient M. Otis et sa famille que le fantôme de Sir Simon de Canterville hante le château depuis qu'il a tué sa femme Eleonore voilà quelques siècles. M. Otis ne croit pas à cette histoire, mais sa fille Virginia deviendra amie avec le fantôme.

## Fiche technique
- Titre original : The Canterville Ghost
- Titre français : Le Fantôme de Canterville
- Réalisation : Robin Miller
- Scénario : Robin Miller, d'après la nouvelle Le Fantôme de Canterville d'Oscar Wilde
- Direction artistique : Voytek
- Costumes : Anne Bailey
- Production : Timothy Burrill, Joseph Cates
- Production associée : Michael Towers
- Production déléguée : Patrick Dromgoole
- Société de production : HTV West, Polytel
- Pays d'origine :  Royaume-Uni
- Langue originale : anglais
- Format : couleur — 1,33:1 — son Mono
- Genre : Film fantastique
- Durée : 60 minutes
- Dates de première diffusion :  États-Unis : 10 mars 1975

## Distribution
- David Niven : Sir Simon de Canterville
- James Whitmore : Hiram B. Otis
- Audra Lindley : Madame Otis
- Lynne Frederick : Virginia Otis
- Flora Robson : Madame Ummey
- Maurice Evans : Lord Canterville
- Robert Doran : Jefferson 'Stars' Otis
- Christopher Morris : Lincoln 'Stripes' Otis
- Elizabeth Tyrrell : Lady Canterville
- Isla Blair : Lady Stutfield
- Nicholas Jones : Duc de Cheshire
- Ronald Russell : Recteur